# 愛拉托遜紀
爱拉托逊纪（Eratosthenian period）是月球地质年代中从32亿年前至11亿年前间的一段时期，处于晚雨海世和哥白尼纪之间。它的名称取自该时期典型的撞击坑-厄拉多塞陨石坑。跨度范围，特别是上限尤为清晰明确，开始于31.1-32.4亿年前，而终结期最普遍的看法是介于11-22亿年前之间，其标志则是哥白尼环形山的出现。
爱拉托逊纪期限的界定：

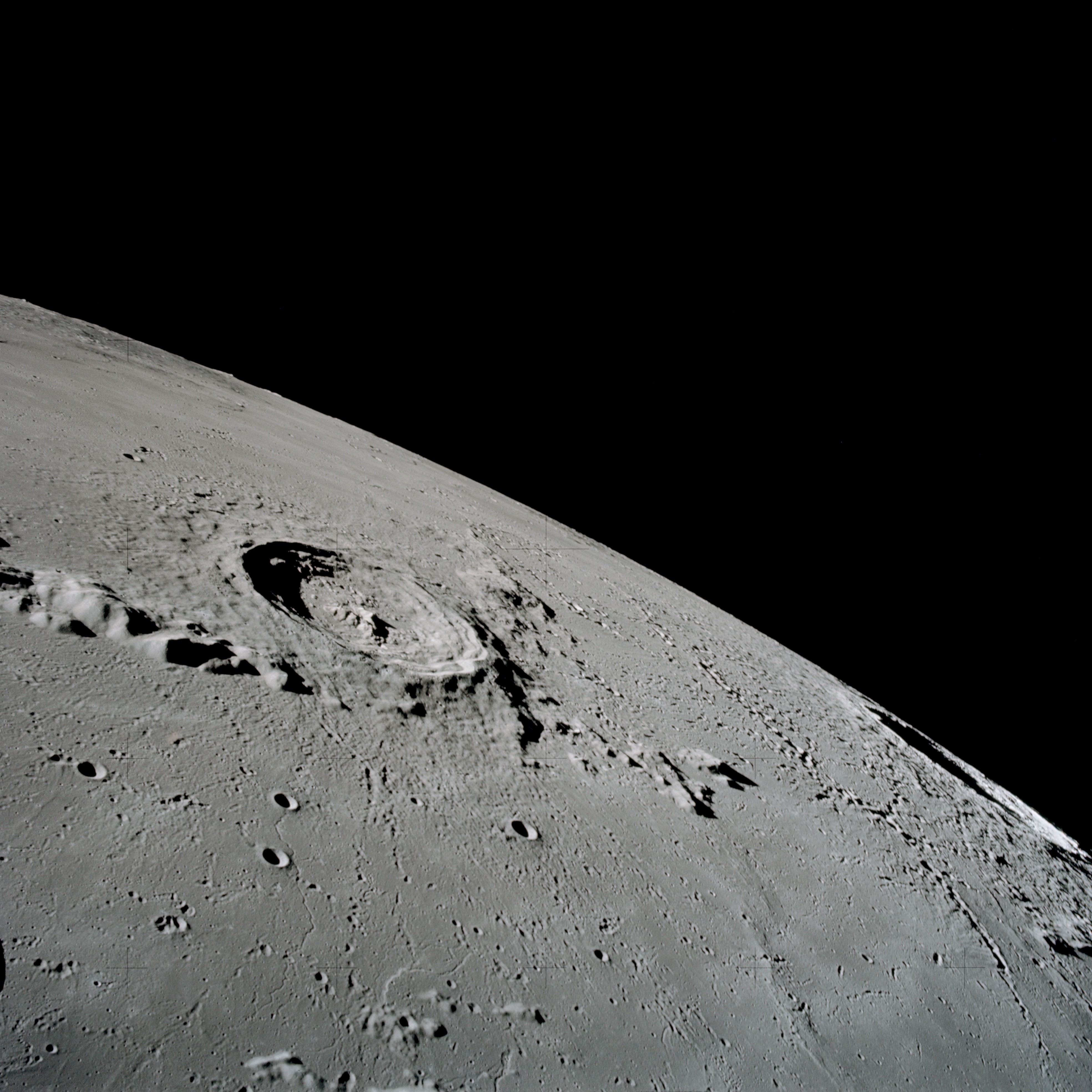
厄拉多塞陨石坑

- 起点：月球主要地貌为月海地形，所有大于确定尺寸的陨石坑，尚未被撞击的陨石轰平，即：这些区域中直径大于240±10米的陨石坑，其内侧壁坡倾斜率为1°[1][4][5]。
- 终点：通常所认为的古老陨石坑仍保留有射纹系统，但事实上该界限尚无明确的定义。它的定义很复杂，因为，不仅有已发现的陨石坑年龄问题，而且不同情况下射纹线的消失速率也不同[2]。（另请参阅哥白尼纪）。

爱拉托逊纪是1962年由月球现代地质史划分创始人尤金·舒梅克和罗伯特·哈克曼（Robert Hackman）所提出。

## 爱拉托逊纪对象年龄确定的

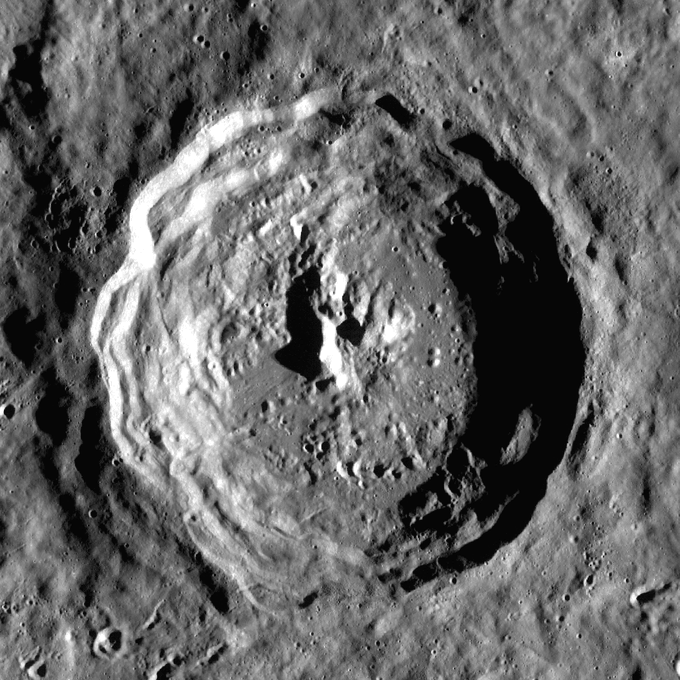
厄拉多塞陨石坑，具有该时期典型的外形，保存完好但射纹较黯淡。

通常认为爱拉托逊纪的陨石坑保存完好，但缺乏明亮的辐射纹，但这种方法的主要缺陷是不同情况下辐射纹的消失速率差异极大。
另一种确定天体表面具体年龄的重要方法，是计算这些区域在存续期内所积累的陨石坑数量。爱拉托逊纪的月海上，直径大于1公里的陨石坑分布密度处于750-2500座/百万公里2范围内。此外，也通过陨石坑的破坏程度来判定表面年龄。

## 该时期形成的地貌
在爱拉托逊纪，频繁的天体撞击和月球自身的地质活动已经熄灭，在此期间漫溢的熔岩构成了现在三分之一的月海区（月球表面的5%）。大部分的熔岩都分布在月球正面的西半部并富含钛元素，放射性略高且色调偏蓝。最主要的陆地位于风暴洋和汽海之中、雨海和冷海的西侧以及澄海、湿海、云海、史密斯海、界海的一些地方以及熔岩覆盖的大陨石坑格里马尔迪环形山、柏拉图坑和赫拉克勒斯环形山 。
这一时期没有新的撞击盆地形成，之后也没再出现。但较小的陨石坑不断累积，它们大多保存完好，但缺乏亮度和辐射纹。在此期间总计约形成90座直径30公里以上的大陨石坑，其中：
- 月球正面的有：163公里的豪森环形山、142公里的毕达哥拉斯环形山、127公里的朗伦环形山、111公里的莫雷环形山、110公里的西奥菲勒斯环形山、82公里的杰米纽斯环形山、87公里的亚里士多德环形山、78公里的法布里休斯环形山、70公里的维尔纳环形山、68公里的普卢塔克环形山、69公里的赫拉克勒斯环形山、60公里的布利奥环形山、58公里的厄拉多塞陨石坑等等；
- 月球背面的有：82公里的伯克兰环形山、77公里的摩尔斯环形山、65公里的里科环形山、81公里的奥尔科特环形山、67公里的柯克伍德环形山、72公里的芬森环形山、70公里的欧玛尔·海亚姆环形山、62公里的莫伊谢耶夫环形山。

在此期间形成的岩石层，被称为“爱拉托逊系统”，阿波罗12号带回了该时期的岩石样本-爱拉托逊早期（31-33亿年前）的风暴洋月海熔岩。
爱拉托逊纪对应于地球上由新太古代（太古宙）、古元古代、中元古代（元古宙）所组成的这一大段时期。